# 笹本祐一
笹本 祐一（ささもと ゆういち、1963年2月18日 - ）は、日本のSF作家、シナリオライター。工学院大学中退。主にSF作品を中心に執筆。東京都出身。現在は札幌市在住。
1984年、『妖精作戦』にて、朝日ソノラマより小説家デビュー。大ヒットシリーズ『ARIEL』で一躍有名に。
1999年、『星のパイロット2 彗星狩り』で第30回星雲賞日本長編部門を受賞。ライト的なキャラクターと、硬派なSFが混じり合った独特の作風で人気を集める。近年は航空宇宙の分野を舞台にしたハードSF作品を多数執筆。
自身を「現役最古のラノベ作家」と称している。
ロケット好きの人物としても有名で、宇宙作家クラブの中心的メンバーとして活動、近年の国内で行われるロケット打ち上げのほとんどを見ている。ロケット好きになり始める頃の著作から明らかに航空宇宙の作品が増加しており、ロケットの打ち上げ取材日記『宇宙へのパスポート』シリーズを刊行している。なお、『宇宙へのパスポート』シリーズの1巻〜3巻それぞれで、星雲賞ノンフィクション部門を受賞している。
2003年12月5日にNHK教育の番組『視点・論点』にSF作家としては小松左京以来の出演を果たしたが、そのテーマも「幻の日本有人宇宙計画」というものであった。

## 経歴
- 1984年 - 『妖精作戦』でデビュー。
- 1999年 - 『星のパイロット2 彗星狩り』で第30回星雲賞日本長編部門を受賞。
- 2003年 - 『宇宙へのパスポート』で第34回星雲賞ノンフィクション部門を受賞。
- 2004年 - 『宇宙へのパスポート2』で第35回星雲賞ノンフィクション部門を受賞。
- 2005年 - 『ARIEL』で第36回星雲賞日本長編部門を受賞。
- 2007年 - 『宇宙へのパスポート3』で第38回星雲賞ノンフィクション部門を受賞。
- 2013年 - 『モーレツ宇宙海賊』（モーレツパイレーツ）で第44回星雲賞メディア部門を受賞。

## 作品リスト

### 小説

#### スターダスト・シティシリーズ
1. スターダスト・シティ 1（1986年1月 ソノラマ文庫）
2. スターダスト・シティ 2（1986年6月 ソノラマ文庫）

#### 星のダンスを見においでシリーズ
1. 星のダンスを見においで 1（1992年7月 ソノラマ文庫／2015年10月 創元SF文庫）- 創元SF文庫版では『星のダンスを見においで 地球戦闘編』に改題
2. 星のダンスを見においで 2（1993年4月 ソノラマ文庫／2015年10月 創元SF文庫）- 創元SF文庫版では『星のダンスを見においで 2 宇宙海賊編』に改題

##### 新装版
1. 星のダンスを見においで（2005年4月 ソノラマノベルス／2007年10月 ソノラマノベルス新装版）- 旧版第1・2巻の合本

#### 星のパイロットシリーズ
1. 星のパイロット（1997年3月 ソノラマ文庫）
2. 彗星狩り 上 星のパイロット 2（1998年2月 ソノラマ文庫）
3. 彗星狩り 中 星のパイロット 2（1998年5月 ソノラマ文庫）
4. 彗星狩り 下 星のパイロット 2（1998年7月 ソノラマ文庫）
5. ハイ・フロンティア 星のパイロット 3（1999年4月 ソノラマ文庫）
6. ブルー・プラネット 星のパイロット 4（2000年10月 ソノラマ文庫）

##### 朝日ノベルズ版
1. 星のパイロット（2012年7月 朝日ノベルズ）- 旧版第1巻
2. 彗星狩り 上 星のパイロット 2（2013年2月 朝日ノベルズ）- 旧版第2・3巻の合本
3. 彗星狩り 下 星のパイロット 2（2013年3月 朝日ノベルズ）- 旧版第3・4巻の合本
4. ハイ・フロンティア／ブループラネット 星のパイロット 3（2013年7月 朝日ノベルズ）- 旧版第5・6巻の合本

##### 創元SF文庫版
1. 星のパイロット（2021年10月 創元SF文庫）
2. 彗星狩り 上 星のパイロット 2（2021年12月 創元SF文庫）- 旧版第2・3巻の再編・合本
3. 彗星狩り 下 星のパイロット 2（2021年12月 創元SF文庫）- 旧版第3・4巻の再編・合本
4. ハイ・フロンティア 星のパイロット 3（2022年2月 創元SF文庫）
5. ブループラネット 星のパイロット 4（2022年5月 創元SF文庫）

#### 星の航海者シリーズ
1. 星の航海者〈１〉 遠い旅人（2023年4月 創元SF文庫）

#### ほしからきたもの。シリーズ
1. ほしからきたもの。 1（2001年10月 ハルキ文庫）
2. ほしからきたもの。 2（2002年12月 ハルキ文庫）

#### 放課後地球防衛軍シリーズ
1. 放課後地球防衛軍 1 なぞの転校生（2016年11月 ハヤカワ文庫JA）
2. 放課後地球防衛軍 2 ゴースト・コンタクト（2019年3月 ハヤカワ文庫JA）

#### ノンシリーズ
- Rio（1990年2月 富士見ファンタジア文庫／2000年9月 ハルキ文庫）- ハルキ文庫版では『天使の非常手段Rio 1』に改題
- 大西洋の亡霊 バーンストーマー 1（1991年5月 ソノラマ文庫／2007年10月 ソノラマノベルス）- ソノラマノベルス版では『複葉の馭者』に改題
- 裏山の宇宙船（1994年8月 - 9月 ソノラマ文庫／2005年6月 ソノラマノベルス／2007年10月 ソノラマノベルス新装版／2016年7月 創元SF文庫版 上下巻）

### ノンフィクション

#### 宇宙へのパスポートシリーズ
1. 宇宙へのパスポート ロケット打ち上げ取材日記 1999-2001（2002年1月 朝日ソノラマ／2007年10月 朝日新聞出版）
2. 宇宙へのパスポート 2 M-V&H-ⅡAロケット取材日記（2003年10月 朝日ソノラマ／2007年10月 朝日新聞出版）- 解説：松浦晋也
3. 宇宙へのパスポート 3 宇宙開発現場取材日記（2006年8月 朝日ソノラマ／2007年10月 朝日新聞出版）- 解説：松浦晋也

### 単行本未収録
- 迷子の宇宙戦艦（「マップス・シェアードワールド―翼あるもの―」収録）
- 四枚目の星図（「マップス・シェアードワールド2―天翔る船―」収録）

### 脚本
- ダーティペア （OVA版）
- ヴイナス戦記 （映画版）
- ARIEL（カセット文庫）
- ARIEL II 幻影の侵略（カセット文庫）
- ARIEL III 野良無人戦艦の恐怖（カセット文庫）
- DELUXE ARIEL 接触編 THE BEGINNING (OVA)
- DELUXE ARIEL 発動編 GREAT FALL (OVA)
- 星のパイロット（ドラマCD）

## 主要な執筆レーベル
- ソノラマ文庫
- ソノラマノベルズ
- ハルキ文庫ヌーヴェルSFシリーズ
- 角川スニーカー文庫